# Contea di Tazewell (Illinois)
La contea di Tazewell ( in inglese Tazewell County ) è una contea dello Stato dell'Illinois, negli Stati Uniti. La popolazione al censimento del 2000 era di 128 485 abitanti. Il capoluogo di contea è Pekin.